# Nordholmen (Lindås)
Ne doit pas être confondu avec Nordholmen ou Nordholmen (Stord).
Nordholmen, est une île dans le landskap Sunnhordland du comté de Vestland. Elle appartient administrativement à Lindås.

## Géographie
Rocheuse et désertique, à fleur d'eau, elle s'étend sur environ 149 m de longueur pour une largeur approximative de 72 m. 